# Memurutindene
Les Memurutindene sont une montagne du Jotunheimen, en Norvège. Le plus haut pic est le sommet est de Store Memurutind, culminant à 2 366 m d'altitude, étant ainsi le huitième plus haut sommet du pays.